# Agriades pyrenaicus
Agriades pyrenaicus és una espècie de lepidòpter papilionoïdeu de la família dels licènids (Lycaenidae), subfamília Polyommatinae i de la tribu Polyommatini.

## Distribució
Es troba a les muntanyes d'Astúries en el nord-oest d'Espanya, als Pirineus, al sud de la Península balcànica, Turquia, al Caucas i a Armènia. L'hàbitat consisteix en prats alpins rocosos coberts d'herba on es troba a altituds que van des de 1.500 a 2.200 metres.

## Descripció
Fa 22-28 mm d'envergadura alar. És una petita papallona amb les ales de color gris impregnat de blau i envoltades d'una línia blanca. Té una taca grisa al centre de cada ala davantera; per sota les ales anteriors estan decorades amb taques negres rodejades d'anells blancs i les posteriors d'una fila submarginal de punts blancs, algunes amb una mica de groc al centre.
Les larves alimenten d'andròsace peluda (Androsace villosa). Els adults volen de juny a juliol, una sola generació. Passen l'hivern en estat d'eruga.

## Subespècies
- Agriades pyrenaicus pyrenaicus (Pirineus centrals)
- Agriades pyrenaicus asturiensis (Oberthür, 1910) (Picos de Europa)
- Agriades pyrenaicus dardanus (Freyer, 1844) -Blau balcànic (Balcans, Asia Menor, Caucasus, Armènia)
- Agriades pyrenaicus ergane (Higgins, 1981) (Rússia)

## Galeria

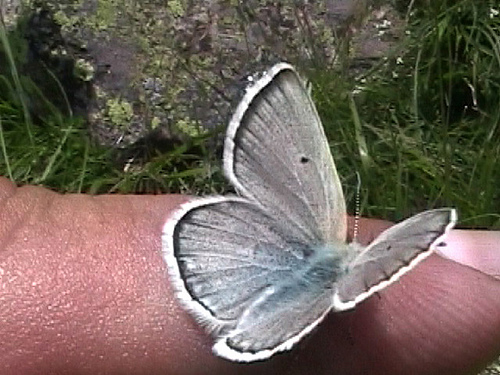
Agriades pyrenaicus
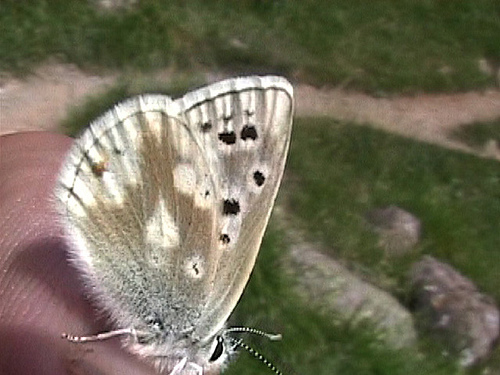
Agriades pyrenaicus